# Мельниченко Юрій Васильович
Юрій Васильович Мельниченко (каз. Юрий Васильевич Мельниченко; нар. 5 червня 1972, Джалал-Абад, Киргизська РСР) — радянський та казахський борець греко-римського стилю, дворазовий чемпіон та дворазовий срібний призер чемпіонатів світу, дворазовий чемпіон та срібний призер чемпіонатів Азії, чемпіон Азійських ігор, бронзовий призер Кубку світу, чемпіон Олімпійських ігор, перший спортсмен, що приніс золоту нагороду літніх Олімпійських ігор незалежному Казахстану. Перший і наразі єдиний борець часів Незалежності Казахстану, що здобув золоту медаль на Олімпіаді. Заслужений майстер спорту Республіки Казахстан з греко-римської боротьби. Заслужений тренер Республіки Казахстан.

## Біографія
Боротьбою почав займатися з 1979 року. У складі юніорської збірної СРСР був чемпіоном світу 1990 року. У складі молодіжної збірної СРСР був чемпіоном світу 1991 року. Всі подальші успіхи пов'язані зі збірною Казахстану. Виступав за професійний спортивний клуб «Даулет» Алмати. Багаторазовий чемпіон Казахстану.
Закінчив Бішкекське училище олімпійського резерву, Казахський інститут фізичної культури, Казахську академію туризму і спорту (2002). Інструктор-методист зі спорту. У 2000—2004 рр. — головний тренер збірної Казахстану з греко-римської боротьби. Віце-президент Федерації греко-римської, вільної та жіночої боротьби Республіки Казахстан.
Віце-президент Асоціації спортивної боротьби Республіки Казахстан, директор республіканського державного казенного підприємства «Центр олімпійської підготовки з видів боротьби» (з 05.2005).

### Політична діяльність
Кандидат в депутати Мажилісу Парламенту Республіки Казахстан V скликання за партійним списком Народно-Демократичної партії «Нур Отан» (07.12.2011).

## Державні нагороди
Нагороджений орденом Благородства.

## Спортивні результати

### Виступи на Олімпіадах
| Змагання                    | Збірна    | Вагова категорія | Місце  |
| --------------------------- | --------- | ---------------- | ------ |
| Літні Олімпійські ігри 1996 | Казахстан | 57 кг            | Золото |
| Літні Олімпійські ігри 2000 | Казахстан | 58 кг            | 19     |

### Виступи на Чемпіонатах світу
| Змагання                        | Збірна    | Вагова категорія | Місце  |
| ------------------------------- | --------- | ---------------- | ------ |
| Чемпіонат світу з боротьби 1994 | Казахстан | 57 кг            | Золото |
| Чемпіонат світу з боротьби 1995 | Казахстан | 57 кг            | Срібло |
| Чемпіонат світу з боротьби 1997 | Казахстан | 58кг             | Золото |
| Чемпіонат світу з боротьби 1998 | Казахстан | 58 кг            | 4      |
| Чемпіонат світу з боротьби 1999 | Казахстан | 58 кг            | Срібло |

### Виступи на Чемпіонатах Азії
| Змагання                       | Збірна    | Вагова категорія | Місце  |
| ------------------------------ | --------- | ---------------- | ------ |
| Чемпіонат Азії з боротьби 1996 | Казахстан | 57 кг            | Золото |
| Чемпіонат Азії з боротьби 1997 | Казахстан | 58 кг            | Золото |
| Чемпіонат Азії з боротьби 1999 | Казахстан | 58 кг            | Срібло |

### Виступи на Азійських іграх
| Змагання           | Збірна    | Вагова категорія | Місце  |
| ------------------ | --------- | ---------------- | ------ |
| Азійські ігри 1994 | Казахстан | 57 кг            | Золото |

### Виступи на Кубках світу
| Змагання                    | Збірна    | Вагова категорія | Місце  |
| --------------------------- | --------- | ---------------- | ------ |
| Кубок світу з боротьби 1995 | Казахстан | 62 кг            | Бронза |

### Виступи на інших змаганнях
| Змагання                           | Збірна    | Вагова категорія | Місце  |
| ---------------------------------- | --------- | ---------------- | ------ |
| Гран-прі Німеччини з боротьби 1995 | Казахстан | 57 кг            | Золото |
| Східноазійські ігри 1997           | Казахстан | 63 кг            | Золото |
| Тестовий турнір FILA 1998          | Казахстан | 58 кг            | Срібло |